# جاش مک‌ارلین
جاش مک‌ارلین (انگلیسی: Josh McErlean؛ زادهٔ ۱۶ ژوئیهٔ ۱۹۹۹) راننده رالی، و راننده مسابقه‌ای اهل جمهوری ایرلند است. مک ارلین اولین رویداد خود را در مسابقات رالی در سال ۲۰۱۴ انجام داد. او در سال ۲۰۲۱ وارد برنامه رانندگان خردسال هیوندای موتوراسپرت شد. او در سال ۲۰۲۴، با تیم تاک‌اسپرت قرارداد امضا کرد تا در مسابقات رالی قهرمانی جهان ۲ شرکت کند.
اعلام شد که مک ارلین به گریگوری مونستر می‌پیوندد تا برای تیم رالی جهانی ام اسپرت فورد در رالی قهرمانی جهان ۲۰۲۵ رانندگی کند.